# Tatiana Kutlíková
Tatiana Kutlíková, née le 27 septembre 1972 à Ružomberok, est une fondeuse slovaque, devenue biathlète.

## Biographie
En décembre 1993, elle entre dans la Coupe du monde de ski de fond. Son premier rendez-vous majeur a lieu aux Jeux olympiques d'hiver de 1994, où sa meilleure performance est une 35e place sur la poursuite. En décembre de la même année, elle inscrit son premier point à la Coupe du monde à Sappada. En 1996, Kutlíková signe son meilleur résultat dans cette compétition avec une 17e place sur un trente kilomètres à Štrbské Pleso.
À partir de 1997, elle commence à concourir en biathlon dans la Coupe du monde. Aux Jeux olympiques d'hiver de 1998, elle est seulement utilisée dans le relais, qui prend la quatrième place.
En 2002, elle dispute ses dernières compétitions dont les Jeux olympiques de Salt Lake City, se classant 64e du sprint. Juste avant, elle monte sur son unique podium dans l'élite avec ses coéquipières du relais à Antholz, qui suit son meilleur résultat individuel (23e) obtenu à Ruhpolding.

## Palmarès en biathlon

### Coupe du monde
- Meilleur classement général : 66e en 2002.
- Meilleur résultat individuel : 23e.
- 1 podium en relais : 1 troisième place.

### Championnats du monde de biathlon d'été
- Médaille d'argent du relais en 1998.

## Palmarès en ski de fond

### Coupe du monde
- Meilleur classement général : 49e en 1996.
- Meilleur résultat individuel : 17e.